# Tadeusz Nowak (polityk)
Tadeusz Nowak (ur. 16 stycznia 1913 w Zwoli, zm. 10 lutego 1994 w Poznaniu) – polski działacz ludowy, komendant X Okręgu Batalionów Chłopskich w Wielkopolsce, poseł do Krajowej Rady Narodowej (1945–1947) i do Sejmu Ustawodawczego (1947–1950), prezes honorowy PSL-Odrodzenie (1989–1990) oraz PSL (od 1991 do końca życia).

## Życiorys
Urodził się w rodzinie chłopskiej. W dwudziestoleciu międzywojennym działał w Związku Młodzieży Wiejskiej i Stronnictwie Ludowym. Organizował strajki chłopskie w Wielkopolsce. W 1939 walczył w wojnie obronnej Polski na terenie Małopolski Wschodniej. W czasie II wojny światowej zasiadał w tzw. trójce wojewódzkiej SL „Roch” w Wielkopolsce (był jej przewodniczącym). Stał na czele X Okręgu Batalionów Chłopskich jako komendant (1941–1945). Zasiadał w Komitecie Porozumiewawczym Stronnictw Politycznych w Poznaniu z ramienia SL. Po 1945 związany z Polskim Stronnictwem Ludowym, był wiceprezesem ZW PSL w Poznaniu oraz radnym Wojewódzkiej Rady Narodowej. Należał do Rady Naczelnej i NKW PSL. W 1945 dokooptowany w skład Krajowej Rady Narodowej z nominacji Stanisława Mikołajczyka. Dwa lata później został wybrany na posła na Sejm Ustawodawczy z okręgu Leszno. W 1950 pozbawiony immunitetu i więziony przez UBP (do 1953). Pod koniec lat 80. tworzył niezależny od ZSL ruch ludowy. Był prezesem Towarzystwa im. Stanisława Mikołajczyka oraz Instytutu Wincentego Witosa w Poznaniu.
Miejscem jego pochówku jest aleja zasłużonych na cmentarzu Junikowo w Poznaniu.